# Lytoceras
Lytoceras is een uitgestorven geslacht van mollusken dat leefde tijdens het Vroeg-Jura.

## Beschrijving
Deze ammoniet had een evolute schelp met een wijde navel. De schelpsculptuur was samengesteld uit fijne ribben en minder talrijke radiaire lijsten, die per direct overgingen naar de buikzijde. De diameter van de winding was gelijkmatig rond. De sutuurlijnen waren vrij ingewikkeld. De diameter van de schelp bedroeg ongeveer 10 cm.

## Leefwijze
Dit mariene geslacht leefde nabij de zeebodem. Gezien de schelpvorm, was dit dier geen goede zwemmer.